# George Szirtes

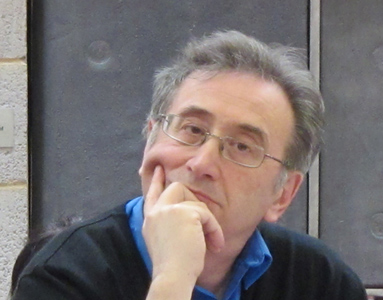
George Szirtes (2011)

George Szirtes (n. 29 noiembrie 1948, Budapesta, Ungaria) este un poet, traducător și profesor britanic de origine maghiară, membru al Societății Regale de Literatură a Marii Britanii, laureat cu numeroase premii și distincții pentru activitatea sa artistică. Deși poet de limbă engleză, prin traducerile sale George Szirtes este și un promotor al literaturii țării sale natale, Ungaria.

## Viața
Se naște la Budapesta în 1948. Ca urmare a Revoluției din țara sa natală, în 1956 părinții săi părăsesc Ungaria, stabilindu-se la Londra, ca refugiați. Astfel, de la vârsta de opt ani, George Szirtes trăiește în Anglia, care îi devine a doua patrie. Își petrece restul copilăriei la Londra și studiază Artele Frumoase (pictura) la Londra și la Leeds. Începe să publice poezii în revistele britanice în 1973 și debutează editorial în anul 1979, cu volumul de poezii The Slant Door, care primește un premiu literar în anul următor. Continuă să publice constant volume de poezie, primind numeroase premii pentru opera literară proprie. Devine membru al Societății Regale de Literatură a Marii Britanii în 1982. De asemenea colaborează la radio BBC și la televiziune. Are și o bogată activitate publicistică, colaborând cu poezii și eseuri în numeroase publicații străine, printre care și România literară. Revăzând Ungaria în 1984 (pentru prima dată după exil), începe o prolifică activitate de traducător de literatură, efectuând numeroase traduceri literare din maghiară în engleză, multe nominalizate sau recompensate cu premii de gen. A primit mai multe distincții britanice și ungare. Este căsătorit cu pictorița britanică Clarissa Upchurch și are doi copii. Locuiește în Wymondham, Norfolk, și predă la Norwich School of Art and Design.

## Opere publicate

### Creații proprii
- The Slant Door (1979)
- November and May (1981)
- Short Wave (1984)
- The Photographer in Winter (1986)
- Metro (1988)
- Bridge Passages (1991)
- Blind Field (1994)
- Selected Poems (1996)
- The Red All Over Riddle Book, literatură pentru copii (1997)
- Portrait of my Father in an English Landscape (1998)
- The Budapest File (2000)
- An English Apocalypse (2001)
- A Modern Bestiary, cu artista Ana Maria Pacheco (2004)
- Reel, poezii (2004)
- Budapest, Image, poem, film (2005)

### Traduceri
- Imre Madách: The Tragedy of Man, piesă în versuri (1989)
- Sándor Csoóri: Barbarian Prayer. Selected Poems, traducere parțială (1989)
- István Vas: Through the Smoke. Selected Poems, editor și traducere parțială (1989)
- Dezsö Kosztolányi: Anna Édes, roman (1991)
- Ottó Orbán: The Blood of the Walsungs. Selected Poems, editor și traducător principal (1993)
- Zsuzsa Rakovszky: New Life. Selected Poems, editor și traducător, (1994)
- Antologia The Colonnade of Teeth: Twentieth Century Hungarian Poetry, antologator, co-editor și traducător (1996)
- Antologia The Lost Rider: Hungarian Poetry 16-20th Century, an anthology, editor și traducător principal (1998)
- Gyula Krúdy: The Adventures of Sindbad, povestiri scurte (1999)
- László Krasznahorkai: The Melancholy of Resistance (1999)
- The Night of Akhenaton: Selected Poems of Ágnes Nemes Nagy, editor-traducător (2003)
- Sándor Márai: Conversation in Bolzano (2004)
- László Krasznahorkai: War and War (2005)

## Premii și distincții

### Premii literare
- Premiul Faber Memorial, pentru volumul de poezie The Slant Door (1980)
- Premiul Cholmondeley (1986)
- Premiul pentru traducere Déry, pentru The Tragedy of Man(1990)
- Premiul pentru traducere European Poetry Translation, pentru New Life (1995)
- Premiul Sony Bronze Award, pentru colaborarea la BBC Radio Three, Danube programmes (5 x 20 minute) (1999)
- Premiul T. S. Eliot, pentru volumul Reel (2005)
- Premiul Festivalului Internațional Zile și Nopți de Literatură – București, Neptun, Mangalia, (2007): "pentru valoarea operei unui scriitor care contribuie la lărgirea frontierelor literaturii"

### Distincții
- Membru al Societății Regale de Literatură a Marii Britanii (din 1982)
- Steaua de aur a Republicii Ungare (1991)
- Medalia Pro Cultura Hungarica (2004)
- Premiul George Cushing pentru Relațiile Culturale Anglo-Ungare

### Nominalizări
- Nominalizare pentru Premiul Weidenfeld, pentru The Adventures of Sindbad (1999)
- Nominalizare pentru Premiul Forward, pentru Single Poem: Norfolk Fields (1999)
- Nominalizare pentru Premiul pentru traducere Aristeion, pentru New Life (1996)
- Nominalizare pentru Premiul pentru poezie Whitbread, pentru  Bridge Passages (1992)